# تپه سیاه‌بید سفلای ۶
تپه سیاه بید سفلای ۶ مربوط به دوران فرادیرینه‌سنگی است و در شهرستان کرمانشاه، بخش مرکزی، دهستان دورود فرامان، ۱ کیلومتری جنوب شرق روستای سیاه بید سفلا واقع شده و این اثر در تاریخ ۲۶ اسفند ۱۳۸۷ با شمارهٔ ثبت ۲۵۵۰۶ به‌عنوان یکی از آثار ملی ایران به ثبت رسیده است.